# MTV Europe Music Awards
MTV Europe Music Awards („EMAs“) je udílení evropských cen televize MTV. První předávání cen proběhlo v roce 1994 pod hlavičkou MTV Europe zpočátku jako oceňování nejlepších hudebních klipů (protipól k americkému vyhlašování MTV Video Music Awards)., MTV Europe Music Awards je v dnešní době velmi populární událost. Ceny jsou rozdávané pomocí diváků MTV v celé Evropě.
Udílení cen se koná pravidelně každý rok (většinou začátkem listopadu) ve vybrané evropské metropoli. Ocenění již čtyřikrát hostovalo Německo a Velká Británie, v poslední době v Belfastu, poté v Londýně, Edinburghu a Liverpoolu.
Ceny jsou rozdávány každý rok a vysílají se živě na MTV Evropa a MTV Live HD a většina mezinárodních MTV televizí.

## Hostitelská města
| Rok  | Hostitel                    | Místo                                  | Venkovní stage                  | Moderátor                | Datum         | Digitální uvaděč | Reference |
| ---- | --------------------------- | -------------------------------------- | ------------------------------- | ------------------------ | ------------- | ---------------- | --------- |
| 1994 | Berlín – Mitte              | Braniborská brána                      |                                 | Tom Jones                | 24. listopadu |                  | [ 1 ]     |
| 1995 | Paříž – Parc de la Villette | Zénith de Paris                        |                                 | Jean-Paul Gaultier       | 23. listopadu |                  | [ 2 ]     |
| 1996 | Londýn – Haringey           | Alexandra Palace                       |                                 | Robbie Williams          | 14. listopadu |                  | [ 3 ]     |
| 1997 | Rotterdam - Zuidplein       | Ahoy Rotterdam                         |                                 | Ronan Keating            | 6. listopadu  |                  | [ 4 ]     |
| 1998 | Milan – Assago              | Mediolanum Forum                       |                                 | Jenny McCarthy           | 12. listopadu |                  | [ 5 ]     |
| 1999 | Dublin – Docklands          | Point Theatre                          |                                 | Ronan Keating            | 11. listopadu |                  | [ 6 ]     |
| 2000 | Stockholm – Johanneshov     | Ericsson Globe                         |                                 | Wyclef Jean              | 16. listopadu |                  | [ 7 ]     |
| 2001 | Frankfurt – Westend         | Festhalle Frankfurt                    |                                 | Ali G                    | 8. listopadu  |                  | [ 8 ]     |
| 2002 | Barcelona – Montjuïc        | Palau Sant Jordi                       | Magic Fountain of Montjuïc      | P. Diddy                 | 14. listopadu |                  | [ 9 ]     |
| 2003 | Edinburgh – Leith           | Ocean Terminal                         | Princes Street Gardens          | Christina Aguilera       | 6. listopadu  |                  | [ 10 ]    |
| 2004 | Řím -Tor di Valle           | Tor di Valle                           | Colosseum                       | Xzibit                   | 18. listopadu |                  | [ 11 ]    |
| 2005 | Lisabon – Parque das Nações | Pavilhão Atlântico                     |                                 | Borat Sagdijev           | 3. listopadu  | Skin             | [ 12 ]    |
| 2006 | Kodaň – Ørestad             | Bella Center                           | City Hall Square                | Justin Timberlake        | 2. listopadu  | Juliette Lewis   | [ 13 ]    |
| 2007 | Mnichov – Olympiapark       | Olympiahalle                           |                                 | Snoop Dogg               | 1. listopadu  | Foo Fighters     | [ 14 ]    |
| 2008 | Liverpool – King's Dock     | Echo Arena Liverpool                   |                                 | Katy Perry               | 6. listopadu  | Perez Hilton     | [ 15 ]    |
| 2009 | Berlín – Friedrichshain     | O2 World                               | Brandenburg Gate                | Katy Perry               | 5. listopadu  | Pete Wentz       | [ 16 ]    |
| 2010 | Madrid – Caja Mágica        | Caja Mágica                            | Puerta de Alcalá                | Eva Longoria             | 7. listopadu  | Justin Bieber    | [ 17 ]    |
| 2011 | Belfast – Titanic Quarter   | Odyssey Arena                          | Belfast City Hall & Ulster Hall | Selena Gomez             | 6. listopadu  |                  | [ 18 ]    |
| 2012 | Frankfurt – Westend         | Festhalle Frankfurt                    | Römer                           | Heidi Klum               | 11. listopadu | David Hasselhoff | [ 20 ]    |
| 2013 | Amsterdam – Zuidoost        | Ziggo Dome                             |                                 | Redfoo                   | 10. listopadu |                  | [ 22 ]    |
| 2014 | Glasgow – Finnieston        | The SSE Hydro                          |                                 | Nicki Minaj              | 9. listopadu  |                  | [ 22 ]    |
| 2015 | Milán – Assago              | Mediolanum Forum                       |                                 | Ed Sheeran a Ruby Rose   | 25. října     |                  | [ 23 ]    |
| 2016 | Rotterdam – Zuidplein       | Ahoy Rotterdam                         |                                 | Bebe Rexha               | 6. listopadu  |                  | [ 24 ]    |
| 2017 | Londýn – Wembley            | Wembley Arena                          |                                 | Rita Ora                 | 12. listopadu |                  | [ 25 ]    |
| 2018 | Bilbao – Barakaldo          | Bilbao Exhibition Centre               |                                 | Hailee Steinfeld         | 4. listopadu  |                  |           |
| 2019 | Sevilla                     | FIBES Conference and Exhibition Centre |                                 | Becky G                  | 3. listopadu  |                  |           |
| 2020 | Evropa                      | Evropa                                 |                                 | Little Mix               | 8. listopadu  |                  |           |
| 2021 | Budapešť                    | Papp László Budapest Sportaréna        |                                 | Saweetie                 | 14. listopadu |                  |           |
| 2022 | Düsseldorf                  | PSD Bank Dome                          |                                 | Rita Ora a Taika Waititi | 13. listopadu |                  |           |
| 2023 | Paříž                       | TBA                                    |                                 | TBA                      | 5. listopadu  |                  |           |

## Kategorie
| - Nejlepší píseň - Nejlepší video - Nejlepší zpěvačka - Nejlepší zpěvák - Nejlepší nováček - Nejlepší Pop - Nejlepší Rock - Nejlepší Hip-Hop - Nejlepší Alternativa - Nejlepší LIVE - Nejlepší Push umělec - Nejlepší World Stage - Nejlepší elektronika - Cena Největší fanoušci - Celosvětový počin - Globální legenda - Free Your Mind - MTV Voice Award - Ultimate Legend Award - Global Icon Award - Artist's Choice Award | - Britský/irský počin - Dánský počin - Finský počin - Norský počin - Švédský počin - Německý počin - Italský počin - Nizozemský počin - Belgický počin - Francouzský počin - Polský počin - Španělský počin - Ruský počin - Rumunský počin - Portugalský počin - Jadranský počin - Maďarský počin - Ukrajinský počin - Řecký počin - Izraelský počin - Švýcarský počin - Český/slovenský počin | - Evropský počin - Severoamerický počin - Africký počin - Středo-východní počin - Indický počin - Australský/novozélandský počin - Brazilský počin - Indický počin - Severolatinskoamerický počin - Střední latinskoamerický počin - Jiholatinskoamerický počin - Asijský počin - Africký, blízkovýchodní a indický počin - Asijský a pacifický počin - Latinskoamerický počin - Nejlepší vzhled | - Nejlepší Cover (1994) - MTV Amour (1996) - MTV Select (1996–1998) - Nejlepší Rap (1997–1998) - Nejlepší Hard Rock (2002) - Nejlepší severní umělec (1999–2004) - Nejlepší R&B (1997, 1999–2006) - Nejlepší africký umělec (2005–2007) - Cena internetu (2001–2003, 2007) - Nejlepší umělec (2008) - Nejlepší album (1998–2008) - Nejlepší městský umělec (2007–2009) - Nejlepší baltický umělec (2006–2009) - Nejlepší skupina (1994–2009) - Nejlepší arabský umělec (2007–2010) - Nejlepší turecký počin (2007–2009, 2011) - Nejlepší belgický/nizozemský počin (2004–2010) - Nejlepší nováček UK & Irska (2008–2010) - Nejlepší MTV2 UK umělec (2003) |

## Nejvíce ocenění
| Umělec                | Počet cen |
| --------------------- | --------- |
| Justin Bieber         | 19        |
| Eminem                | 14        |
| One Direction         | 12        |
| Linkin Park           | 10        |
| Britney Spears        | 8         |
| Dima Bilan            | 8         |
| Lady Gaga             | 8         |
| 30 Seconds to Mars    | 8         |
| Beyoncé               | 7         |
| Katy Perry            | 6         |
| The Prodigy           | 6         |
| 5 Seconds of Summer   | 5         |
| Coldplay              | 5         |
| Justin Timberlake     | 5         |
| Lena                  | 5         |
| Marco Mengoni         | 5         |
| Taylor Swift          | 5         |
| Muse                  | 5         |
| Tokio Hotel           | 5         |
| Backstreet Boys       | 4         |
| Green Day             | 4         |
| Madonna               | 4         |
| Red Hot Chili Peppers | 4         |
| Rihanna               | 4         |
| Ahmed Soultan         | 4         |
| U2                    | 3         |
| Jennifer Lopez        | 3         |
| Anitta                | 3         |
| Justice               | 3         |
| Limp Bizkit           | 3         |
| Spice Girls           | 3         |
| Han Geng              | 3         |
| Kane                  | 3         |
| Medina                | 3         |
| Gorillaz              | 3         |
| Alicia Keys           | 3         |
| Chris Lee             | 3         |
| Bruno Mars            | 3         |
| Restart               | 3         |
| Bibi Zhou             | 3         |
| Outkast               | 3         |
| Enrique Iglesias      | 3         |